# Géüle
La Géüle ou Jéoule est un affluent droit du gave de Pau à Gouze, entre l'Aulouze et le ruisseau de Clamondé.

## Étymologie
Le nom de Geüle, Jeule sur la carte de Cassini, est apparenté aux différents Geü / Jéou. Ces noms dérivent de la racine hydronymique Jel. Jèu, jèule signifie également 'hièble' en gascon, un végétal caractéristique des bords de ruisseaux.

## Géographie
La Géüle naît à Bougarber non loin du château de Sus, puis s'écoule vers l'ouest pour confluer dans le gave à Gouze, sur la commune de Mont, entre Mourenx et Orthez.

## Départements et communes traversées
- Pyrénées-Atlantiques : Audéjos, Arthez-de-Béarn, Bougarber, Cescau, Casteide-Cami, Mont, Serres-Sainte-Marie, Urdès.

## Principaux affluents
- (D) l'Orle d'Urdès.
- (D) l'Heuns[1] ou Henx de Serres-Sainte-Marie.